# Asthenargus linguatulus
Asthenargus linguatulus là một loài nhện trong họ Linyphiidae.
Loài này thuộc chi Asthenargus. Asthenargus linguatulus được František Miller miêu tả năm 1970.